# 제3의 눈 (1995년 드라마)
제3의 눈(The Outer Limits)은 미국에서 방영된 케이블 채널인 쇼타임와 Syfy의 텔레비전 드라마이다. 대한민국에서 KBS 2TV를 통해 1995년 11월 6일부터 1996년 4월 29일까지 매주 월요일 밤에 방영했으며, 1997년 9월 15일부터 1998년 5월 4일까지 매주 월요일 자정(심야) 전후 시간대를 옮겨서 방영하였다.

## 시즌
- 시즌1 : 1995년 3월 26일 ~ 1995년 8월 20일 (쇼타임)
- 시즌2 : 1996년 1월 14일 ~ 1996년 8월 4일 (쇼타임)
- 시즌3 : 1997년 1월 19일 ~ 1997년 7월 25일 (쇼타임)
- 시즌4 : 1998년 1월 23일 ~ 1998년 12월 18일 (쇼타임)
- 시즌5 : 1999년 1월 22일 ~ 1999년 8월 20일 (쇼타임)
- 시즌6 : 2000년 1월 21일 ~ 2000년 9월 3일 (쇼타임)
- 시즌7 : 2001년 3월 16일 ~ 2002년 1월 18일 (Syfy)

## 등장 인물
흔히 등장 인물이 나오지 않기 때문에, 옴니버스 형식으로 구성되었다.

## 같이 보기
- 미스터리
- 공상과학소설
- 팩션
- 호러